# Список астероїдів (35201—35300)
| Назва                             | Тимчасове позначення | Дата відкриття    | Місце відкриття                | Відкривач                    |
| --------------------------------- | -------------------- | ----------------- | ------------------------------ | ---------------------------- |
| (35201) 1994 PW6                  | 1994 PW6             | 10 серпня 1994    | Обсерваторія Ла-Сілья          | Ерік Вальтер Ельст           |
| (35202) 1994 PH8                  | 1994 PH8             | 10 серпня 1994    | Обсерваторія Ла-Сілья          | Ерік Вальтер Ельст           |
| (35203) 1994 PF15                 | 1994 PF15            | 10 серпня 1994    | Обсерваторія Ла-Сілья          | Ерік Вальтер Ельст           |
| (35204) 1994 PV15                 | 1994 PV15            | 10 серпня 1994    | Обсерваторія Ла-Сілья          | Ерік Вальтер Ельст           |
| (35205) 1994 PS17                 | 1994 PS17            | 10 серпня 1994    | Обсерваторія Ла-Сілья          | Ерік Вальтер Ельст           |
| (35206) 1994 PO27                 | 1994 PO27            | 12 серпня 1994    | Обсерваторія Ла-Сілья          | Ерік Вальтер Ельст           |
| (35207) 1994 PN36                 | 1994 PN36            | 10 серпня 1994    | Обсерваторія Ла-Сілья          | Ерік Вальтер Ельст           |
| (35208) 1994 PB38                 | 1994 PB38            | 10 серпня 1994    | Обсерваторія Ла-Сілья          | Ерік Вальтер Ельст           |
| (35209) 1994 PJ38                 | 1994 PJ38            | 10 серпня 1994    | Обсерваторія Ла-Сілья          | Ерік Вальтер Ельст           |
| (35210) 1994 PR39                 | 1994 PR39            | 10 серпня 1994    | Обсерваторія Ла-Сілья          | Ерік Вальтер Ельст           |
| (35211) 1994 RR2                  | 1994 RR2             | 2 вересня 1994    | Обсерваторія Кітт-Пік          | Spacewatch                   |
| (35212) 1994 RP18                 | 1994 RP18            | 3 вересня 1994    | Обсерваторія Ла-Сілья          | Ерік Вальтер Ельст           |
| (35213) 1994 RF25                 | 1994 RF25            | 12 вересня 1994   | Станція Сінлун                 | SCAP                         |
| (35214) 1994 SC5                  | 1994 SC5             | 28 вересня 1994   | Обсерваторія Кітт-Пік          | Spacewatch                   |
| (35215) 1994 SH9                  | 1994 SH9             | 28 вересня 1994   | Обсерваторія Кітт-Пік          | Spacewatch                   |
| (35216) 1994 UH3                  | 1994 UH3             | 26 жовтня 1994    | Обсерваторія Кітт-Пік          | Spacewatch                   |
| (35217) 1994 VK1                  | 1994 VK1             | 4 листопада 1994  | Обсерваторія Оїдзумі           | Такао Кобаяші                |
| (35218) 1994 WU2                  | 1994 WU2             | 30 листопада 1994 | Обсерваторія Оїдзумі           | Такао Кобаяші                |
| (35219) 1994 WY2                  | 1994 WY2             | 30 листопада 1994 | Обсерваторія Оїдзумі           | Такао Кобаяші                |
| (35220) 1994 WU7                  | 1994 WU7             | 28 листопада 1994 | Обсерваторія Кітт-Пік          | Spacewatch                   |
| (35221) 1994 XK1                  | 1994 XK1             | 7 грудня 1994     | Обсерваторія Оїдзумі           | Такао Кобаяші                |
| 35222 Делбарріо (Delbarrio)       | 1994 XD6             | 4 грудня 1994     | Обсерваторія Азіаґо            | Маура Томбеллі               |
| (35223) 1995 BR                   | 1995 BR              | 23 січня 1995     | Обсерваторія Оїдзумі           | Такао Кобаяші                |
| (35224) 1995 BN1                  | 1995 BN1             | 25 січня 1995     | Обсерваторія Оїдзумі           | Такао Кобаяші                |
| (35225) 1995 DX8                  | 1995 DX8             | 24 лютого 1995    | Обсерваторія Кітт-Пік          | Spacewatch                   |
| (35226) 1995 FT4                  | 1995 FT4             | 23 березня 1995   | Обсерваторія Кітт-Пік          | Spacewatch                   |
| (35227) 1995 FR5                  | 1995 FR5             | 23 березня 1995   | Обсерваторія Кітт-Пік          | Spacewatch                   |
| (35228) 1995 FB14                 | 1995 FB14            | 27 березня 1995   | Обсерваторія Кітт-Пік          | Spacewatch                   |
| 35229 Бенкерт (Benckert)          | 1995 FY20            | 24 березня 1995   | Обсерваторія Карла Шварцшильда | Ф. Бернґен                   |
| (35230) 1995 GW                   | 1995 GW              | 7 квітня 1995     | Обсерваторія Оїдзумі           | Такао Кобаяші                |
| (35231) 1995 GH7                  | 1995 GH7             | 4 квітня 1995     | Обсерваторія Кітамі            | Кін Ендате, Кадзуро Ватанабе |
| (35232) 1995 GS7                  | 1995 GS7             | 4 квітня 1995     | Станція Сінлун                 | SCAP                         |
| 35233 Крчін (Krcin)               | 1995 KJ              | 26 травня 1995    | Обсерваторія Клеть             | Яна Тіха, Мілош Тіхі         |
| (35234) 1995 NH                   | 1995 NH              | 1 липня 1995      | Обсерваторія Кітт-Пік          | Spacewatch                   |
| (35235) 1995 OZ14                 | 1995 OZ14            | 25 липня 1995     | Обсерваторія Кітт-Пік          | Spacewatch                   |
| (35236) 1995 PC1                  | 1995 PC1             | 2 серпня 1995     | Обсерваторія Кітт-Пік          | Spacewatch                   |
| 35237 Матцнер (Matzner)           | 1995 QP              | 23 серпня 1995    | Обсерваторія Ондржейов         | Ленка Коткова                |
| (35238) 1995 QR1                  | 1995 QR1             | 20 серпня 1995    | Станція Сінлун                 | SCAP                         |
| (35239) 1995 SH2                  | 1995 SH2             | 25 вересня 1995   | Обсерваторія Клеть             | Мілош Тіхі, Зденек Моравец   |
| (35240) 1995 SY5                  | 1995 SY5             | 17 вересня 1995   | Обсерваторія Кітт-Пік          | Spacewatch                   |
| (35241) 1995 SD41                 | 1995 SD41            | 25 вересня 1995   | Обсерваторія Кітт-Пік          | Spacewatch                   |
| (35242) 1995 SJ52                 | 1995 SJ52            | 29 вересня 1995   | Обсерваторія Кітт-Пік          | Spacewatch                   |
| (35243) 1995 TZ1                  | 1995 TZ1             | 14 жовтня 1995    | Станція Сінлун                 | SCAP                         |
| (35244) 1995 TX7                  | 1995 TX7             | 15 жовтня 1995    | Обсерваторія Кітт-Пік          | Spacewatch                   |
| (35245) 1995 UW12                 | 1995 UW12            | 17 жовтня 1995    | Обсерваторія Кітт-Пік          | Spacewatch                   |
| (35246) 1995 UQ15                 | 1995 UQ15            | 17 жовтня 1995    | Обсерваторія Кітт-Пік          | Spacewatch                   |
| (35247) 1995 UZ20                 | 1995 UZ20            | 19 жовтня 1995    | Обсерваторія Кітт-Пік          | Spacewatch                   |
| (35248) 1995 UR53                 | 1995 UR53            | 21 жовтня 1995    | Обсерваторія Кітт-Пік          | Spacewatch                   |
| (35249) 1995 WQ3                  | 1995 WQ3             | 21 листопада 1995 | Фарра-д'Ізонцо                 | Фарра-д'Ізонцо               |
| (35250) 1995 WB28                 | 1995 WB28            | 19 листопада 1995 | Обсерваторія Кітт-Пік          | Spacewatch                   |
| (35251) 1995 YE5                  | 1995 YE5             | 16 грудня 1995    | Обсерваторія Кітт-Пік          | Spacewatch                   |
| (35252) 1995 YJ14                 | 1995 YJ14            | 20 грудня 1995    | Обсерваторія Кітт-Пік          | Spacewatch                   |
| (35253) 1996 AB7                  | 1996 AB7             | 12 січня 1996     | Обсерваторія Кітт-Пік          | Spacewatch                   |
| (35254) 1996 BW2                  | 1996 BW2             | 26 січня 1996     | Касіхара                       | Фуміякі Уто                  |
| (35255) 1996 BS8                  | 1996 BS8             | 19 січня 1996     | Обсерваторія Кітт-Пік          | Spacewatch                   |
| (35256) 1996 DT1                  | 1996 DT1             | 23 лютого 1996    | Вішнянська обсерваторія        | Вішнянська обсерваторія      |
| (35257) 1996 HM14                 | 1996 HM14            | 17 квітня 1996    | Обсерваторія Ла-Сілья          | Ерік Вальтер Ельст           |
| (35258) 1996 HN23                 | 1996 HN23            | 20 квітня 1996    | Обсерваторія Ла-Сілья          | Ерік Вальтер Ельст           |
| (35259) 1996 HN24                 | 1996 HN24            | 20 квітня 1996    | Обсерваторія Ла-Сілья          | Ерік Вальтер Ельст           |
| (35260) 1996 HA25                 | 1996 HA25            | 20 квітня 1996    | Обсерваторія Ла-Сілья          | Ерік Вальтер Ельст           |
| (35261) 1996 JX5                  | 1996 JX5             | 11 травня 1996    | Обсерваторія Кітт-Пік          | Spacewatch                   |
| (35262) 1996 NA2                  | 1996 NA2             | 15 липня 1996     | Обсерваторія Галеакала         | NEAT                         |
| (35263) 1996 NH3                  | 1996 NH3             | 14 липня 1996     | Обсерваторія Ла-Сілья          | Ерік Вальтер Ельст           |
| (35264) 1996 NM5                  | 1996 NM5             | 14 липня 1996     | Обсерваторія Ла-Сілья          | Ерік Вальтер Ельст           |
| 35265 Takeosaitou                 | 1996 NS5             | 12 липня 1996     | Обсерваторія Наніо             | Томімару Окуні               |
| (35266) 1996 PC4                  | 1996 PC4             | 9 серпня 1996     | Обсерваторія Галеакала         | NEAT                         |
| (35267) 1996 PO7                  | 1996 PO7             | 8 серпня 1996     | Обсерваторія Ла-Сілья          | Ерік Вальтер Ельст           |
| 35268 Panoramix                   | 1996 QY              | 19 серпня 1996    | Обсерваторія Клеть             | Мілош Тіхі                   |
| 35269 Idefix                      | 1996 QC1             | 21 серпня 1996    | Обсерваторія Клеть             | Мілош Тіхі, Яна Тіха         |
| 35270 Molinari                    | 1996 RL              | 7 вересня 1996    | Сормано                        | В. Джуліані, Паоло К'явенна  |
| (35271) 1996 RR3                  | 1996 RR3             | 13 вересня 1996   | Обсерваторія Галеакала         | NEAT                         |
| (35272) 1996 RH10                 | 1996 RH10            | 7 вересня 1996    | Обсерваторія Кітт-Пік          | Spacewatch                   |
| (35273) 1996 RF11                 | 1996 RF11            | 8 вересня 1996    | Обсерваторія Кітт-Пік          | Spacewatch                   |
| 35274 Kenziarino                  | 1996 RF24            | 7 вересня 1996    | Обсерваторія Наніо             | Томімару Окуні               |
| (35275) 1996 RB25                 | 1996 RB25            | 11 вересня 1996   | Обсерваторія Кітт-Пік          | Spacewatch                   |
| (35276) 1996 RS25                 | 1996 RS25            | 13 вересня 1996   | Обсерваторія Галеакала         | NEAT                         |
| (35277) 1996 RV27                 | 1996 RV27            | 10 вересня 1996   | Обсерваторія Ла-Сілья          | Упсала-DLR трояновий огляд   |
| (35278) 1996 SM                   | 1996 SM              | 16 вересня 1996   | Прескоттська обсерваторія      | Пол Комба                    |
| (35279) 1996 SR                   | 1996 SR              | 20 вересня 1996   | Обсерваторія Ренд              | Джордж Віском                |
| (35280) 1996 SQ1                  | 1996 SQ1             | 17 вересня 1996   | Обсерваторія Кітт-Пік          | Spacewatch                   |
| (35281) 1996 SD6                  | 1996 SD6             | 18 вересня 1996   | Станція Сінлун                 | SCAP                         |
| (35282) 1996 SC7                  | 1996 SC7             | 21 вересня 1996   | Станція Сінлун                 | SCAP                         |
| (35283) 1996 TB1                  | 1996 TB1             | 5 жовтня 1996     | Обсерваторія Ренд              | Джордж Віском                |
| (35284) 1996 TM3                  | 1996 TM3             | 5 жовтня 1996     | Обсерваторія Кінґ-Сіті         | Роберт Сенднес               |
| (35285) 1996 TR5                  | 1996 TR5             | 6 жовтня 1996     | Огляд Каталіна                 | Карл Гердженротер            |
| 35286 Такаоакіхіро (Takaoakihiro) | 1996 TP9             | 14 жовтня 1996    | Яцука                          | Хіросі Абе                   |
| (35287) 1996 TA18                 | 1996 TA18            | 4 жовтня 1996     | Обсерваторія Кітт-Пік          | Spacewatch                   |
| (35288) 1996 TL19                 | 1996 TL19            | 4 жовтня 1996     | Обсерваторія Кітт-Пік          | Spacewatch                   |
| (35289) 1996 TL40                 | 1996 TL40            | 8 жовтня 1996     | Обсерваторія Ла-Сілья          | Ерік Вальтер Ельст           |
| (35290) 1996 TE42                 | 1996 TE42            | 8 жовтня 1996     | Обсерваторія Ла-Сілья          | Ерік Вальтер Ельст           |
| (35291) 1996 TN46                 | 1996 TN46            | 10 жовтня 1996    | Обсерваторія Кітт-Пік          | Spacewatch                   |
| (35292) 1996 TE47                 | 1996 TE47            | 11 жовтня 1996    | Обсерваторія Кітт-Пік          | Spacewatch                   |
| (35293) 1996 TC54                 | 1996 TC54            | 5 жовтня 1996     | Обсерваторія Ла-Сілья          | Ерік Вальтер Ельст           |
| (35294) 1996 UG4                  | 1996 UG4             | 29 жовтня 1996    | Станція Сінлун                 | SCAP                         |
| (35295) 1996 VM                   | 1996 VM              | 1 листопада 1996  | Коллеверде ді Ґвідонія         | Вінченцо Касуллі             |
| (35296) 1996 VY1                  | 1996 VY1             | 1 листопада 1996  | Станція Сінлун                 | SCAP                         |
| (35297) 1996 VS3                  | 1996 VS3             | 2 листопада 1996  | Станція Сінлун                 | SCAP                         |
| (35298) 1996 VH5                  | 1996 VH5             | 3 листопада 1996  | Обсерваторія Кітамі            | Кін Ендате, Кадзуро Ватанабе |
| (35299) 1996 VK8                  | 1996 VK8             | 7 листопада 1996  | Обсерваторія Кітамі            | Кін Ендате, Кадзуро Ватанабе |
| (35300) 1996 VQ18                 | 1996 VQ18            | 6 листопада 1996  | Обсерваторія Кітт-Пік          | Spacewatch                   |

| ← Астероїди 30001—40000 → |             |             |             |             |             |             |             |             |             |
| 30001—30100               | 31001—31100 | 32001—32100 | 33001—33100 | 34001—34100 | 35001—35100 | 36001—36100 | 37001—37100 | 38001—38100 | 39001—39100 |
| 30101—30200               | 31101—31200 | 32101—32200 | 33101—33200 | 34101—34200 | 35101—35200 | 36101—36200 | 37101—37200 | 38101—38200 | 39101—39200 |
| 30201—30300               | 31201—31300 | 32201—32300 | 33201—33300 | 34201—34300 | 35201—35300 | 36201—36300 | 37201—37300 | 38201—38300 | 39201—39300 |
| 30301—30400               | 31301—31400 | 32301—32400 | 33301—33400 | 34301—34400 | 35301—35400 | 36301—36400 | 37301—37400 | 38301—38400 | 39301—39400 |
| 30401—30500               | 31401—31500 | 32401—32500 | 33401—33500 | 34401—34500 | 35401—35500 | 36401—36500 | 37401—37500 | 38401—38500 | 39401—39500 |
| 30501—30600               | 31501—31600 | 32501—32600 | 33501—33600 | 34501—34600 | 35501—35600 | 36501—36600 | 37501—37600 | 38501—38600 | 39501—39600 |
| 30601—30700               | 31601—31700 | 32601—32700 | 33601—33700 | 34601—34700 | 35601—35700 | 36601—36700 | 37601—37700 | 38601—38700 | 39601—39700 |
| 30701—30800               | 31701—31800 | 32701—32800 | 33701—33800 | 34701—34800 | 35701—35800 | 36701—36800 | 37701—37800 | 38701—38800 | 39701—39800 |
| 30801—30900               | 31801—31900 | 32801—32900 | 33801—33900 | 34801—34900 | 35801—35900 | 36801—36900 | 37801—37900 | 38801—38900 | 39801—39900 |
| 30901—31000               | 31901—32000 | 32901—33000 | 33901—34000 | 34901—35000 | 35901—36000 | 36901—37000 | 37901—38000 | 38901—39000 | 39901—40000 |